# ألين سنايدر
ألين سنايدر (بالإنجليزية: Allen Snyder)‏ هو محامي أمريكي، ولد في 26 يناير 1946.